# Mutasarifatul Ierusalim

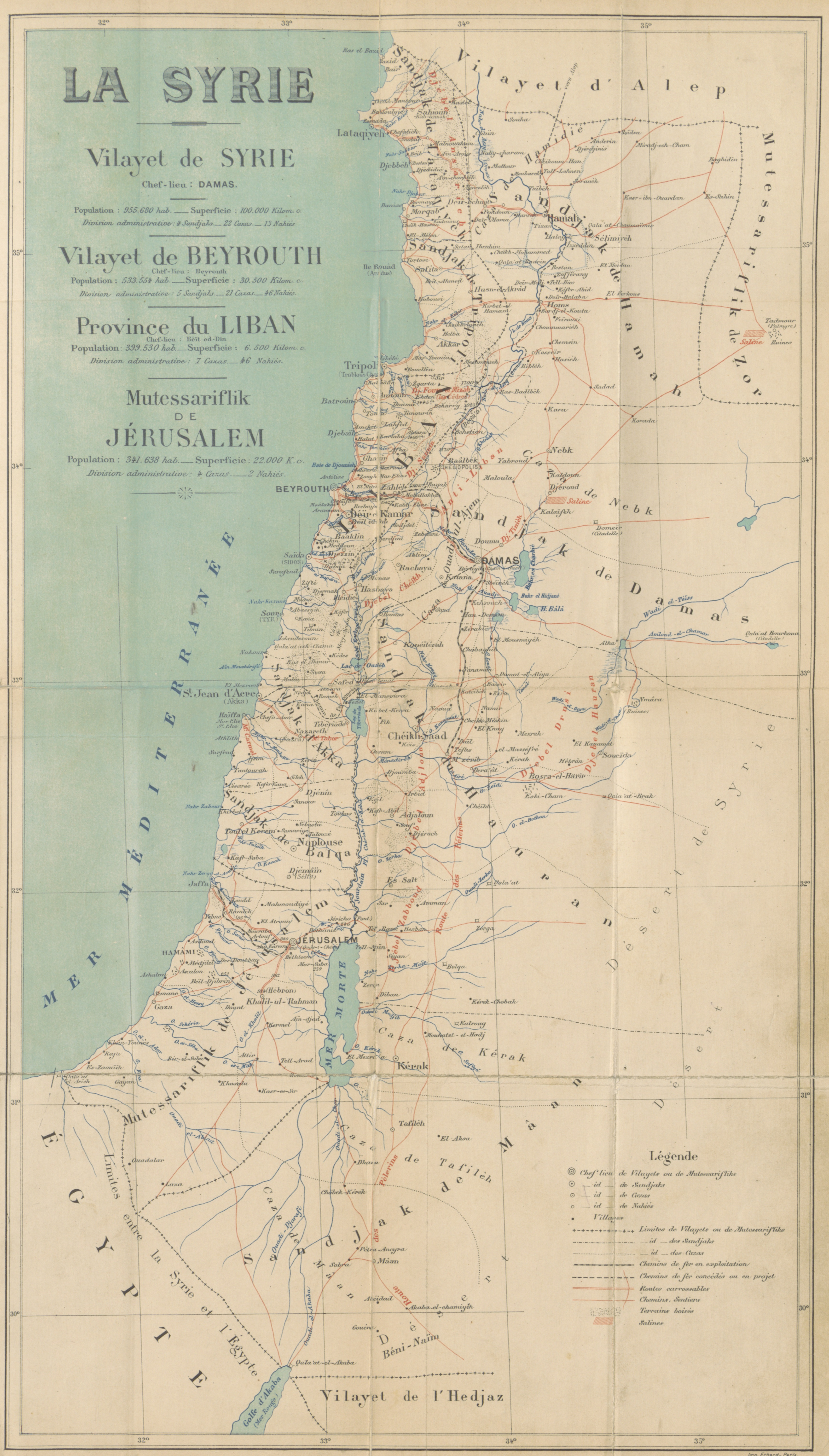
Harta Siriei Otomane, după Cuinet (1896), incluzând Libanul și Palestina

Mutasarifatul Ierusalim (în turcă:Kudüs-i Șerif Mutasarrıflığı), în arabă:متصرفية القدس الشريف, cunoscut și ca Sangeacul Ierusalim (în turcă:Kudüs Sancağı) a fost un district al Imperiului Otoman în Palestina, având un statut administrativ special începând din anul 1872.
Sangeacul cuprindea Ierusalimul, Beth Lehem, Hebron, Jaffa, Gaza și Beer Sheva. În ultima perioadă a dominației otomane, Mutasarifatul Ierusalim împreună cu Sangeacul Nablus și Sangeacul Akka au început sa fie denumite Siria de Sud sau Palestina
Districtul a fost creat în anul 1841 când a fost separat de Damasc și pus sub conducerea directă a Constantinopolului.
În 1872 marele vizir Mahmud Nedim Pașa a decis crearea aici a unui district aparte - vilaietul sau Elayet Ierusalim, care a inclus, alături de Sangeacul Ierusalim, și Mutasarifatul (Sangeacul) Akka, precum și Mutasarifatul (Sangeacul)  Nablus.
Decizia se putea explica prin interesul crescând al puterilor europene în această regiune și nevoia de a întări granița Imperiului cu viceregatul sau khedivatul Egiptului. Dar, după numai două luni, puterea otomană a hotărât separarea din nou a sangeacurilor Akka și Nablus și alipirea lor la Vilayetul Beiruth, lăsând Mutasarifatul Ierusalim cu statutul pe care îl avuse.   
În anul 1906  a fost anexată la Sangeacul Ierusalim o enclavă numită Kaza Nazaret, pentru a asigura un permis unic de turism pentru pelerinii creștini.
În 1917 în cursul Primului Război Mondial regiunea a fost cucerită de forțele Antantei, de fapt cele britanice, și administrația otomană a fost înlocuită cu Administrația Teritoriilor Ocupate de la Inamic (OETA South). Aceasta din urmă cuprindea fostele sangeacuri otomane Ierusalim, Nablus și Akka. Administrația militară britanică a fost înlocuită în 1920 de administrația civilă britanică, iar in anul 1923 de cea a Palestinei mandatare[ 
Elita regiunii consista din conducerea religioasă, moșieri și funcționari arabi de vază ai societății civile otomane. 
Statutul politic al Mutasarifatului Ierusalim a devenit la vremea respectivă unic în tot Imperiul Otoman, deoarece districtul era pus sub directa autoritate a sultanului din Istanbul. Circa 84% din locuitori erau musulmani arabi.
In sate locuiau țărani, iar orașele erau locuite de comercianți, meșteșugari, proprietari de pământuri și schimbători de valută.